# Cvetanka Hristova
Cvetanka Pavlova Hristova (in bulgaro Цветанка Павлова Христова?; Kazanlăk, 14 marzo 1962 – Kazanlăk, 14 novembre 2008) è stata una discobola bulgara, che vinse l'argento alle Olimpiadi di Barcellona 1992.
In precedenza a Seul 1988 aveva raccolto una medaglia di bronzo.
Nel 1982 fu campionessa europea e, nel 1991, dopo aver stabilito la miglior prestazione mondiale dell'anno, vinse l'oro ai Campionati mondiali di Tokyo.
Nel 1993 subì una squalifica per uso di steroidi anabolizzanti. A 42 anni partecipò alle Olimpiadi di Atene 2004 ma venne eliminata nelle qualificazioni con la quarantunesima misura.
Muore di cancro il 14 novembre 2008.

## Record nazionali
- Lancio del disco 73,22 m ( Kazanlăk, 19 aprile 1987)

## Palmarès
| Anno | Manifestazione   | Sede       | Evento           | Risultato | Misura  | Note |
| ---- | ---------------- | ---------- | ---------------- | --------- | ------- | ---- |
| 1979 | Europei juniores | Bydgoszcz  | Lancio del disco | Bronzo    | 54,76 m |      |
| 1982 | Europei          | Atene      | Lancio del disco | Oro       | 68,34 m |      |
| 1983 | Mondiali         | Helsinki   | Lancio del disco | 4ª        | 65,62 m |      |
| 1985 | Universiadi      | Kōbe       | Lancio del disco | Argento   | 65,30 m |      |
| 1986 | Europei          | Stoccarda  | Lancio del disco | Argento   | 69,52 m |      |
| 1987 | Universiadi      | Zagabria   | Lancio del disco | Oro       | 67,96 m |      |
| 1987 | Mondiali         | Roma       | Lancio del disco | Bronzo    | 68,82 m |      |
| 1988 | Olimpiadi        | Seul       | Lancio del disco | Bronzo    | 69,74 m |      |
| 1990 | Europei          | Spalato    | Lancio del disco | 10ª       | 56,30 m |      |
| 1991 | Mondiali         | Tokyo      | Lancio del disco | Oro       | 71,02 m |      |
| 1992 | Olimpiadi        | Barcellona | Lancio del disco | Argento   | 67,78 m |      |
| 1997 | Mondiali         | Atene      | Lancio del disco | 23ª       | 53,64 m |      |
| 2004 | Olimpiadi        | Atene      | Lancio del disco | 41ª       | 43,25 m |      |